# AlphaGo protiv Ke Đea
AlphaGo rotiv Ke Đea bio je Go meč od tri igre između kompjuterskog Go programa AlphaGo Master i trenutnog igrača broj 1 na svetskoj rang listi Ke Đea, koji je bio deo Budućnost Goa samita u Vudženu, Kina, odigranog 23, 25. i 27. maja 2017. AlphaGo je pobedio Ke Đea u sva tri meča.
| Meč                         | Datum        | Brni    | Beli    | Rezultat | Potezi |     |
| --------------------------- | ------------ | ------- | ------- | -------- | ------ | --- |
| 1                           | 23. maj 2017 | Ke Đe   | AlphaGo | W+0.5    | 289    | sgf |
| 2                           | 25. maj 2017 | AlphaGo | Ke Đe   | B+Res    | 155    | sgf |
| 3                           | 27. maj 2017 | AlphaGo | Ke Đe   | B+Res    | 209    | sgf |
| Rezultat: AlphaGo 3–0 Ke Đe |              |         |         |          |        |     |

## Spoljašnje veze
- Commentary from DeepMind Архивирано 6 јун 2019 на сајту
- Ke Jie's comments after the game.
- Commentary at Sensei's Library.
- Game 1
- Game 2
- Game 3